# Кристи, Григорий Владимирович
Григо́рий Влади́мирович Кри́сти (23 сентября 1908 — 1 августа 1973) — русский советский театральный режиссёр и педагог, театровед, переводчик, либреттист, заслуженный работник культуры РСФСР, доктор искусствоведения.

## Биография
С детства увлекался театром.
Еще в 1925 году в подмосковном поселке Дарьино группа детей решила своими силами поставить спектакль.  Для постановки выбрали театральную сказку «Любовь к трем апельсинам» Карло Гоцци. Ребятам выпало редкое счастье: в этом же дачном поселке отдыхал тогда величайший мастер русского театра Константин Сергеевич Станиславский. Его заинтересовал детский спектакль; он пришел на репетицию, дал нам много полезных советов.  Спектакль получился веселый, интересный. Ставил спектакль старший из ребят Гриша Кристи (впоследствии ближайший помощник и ученик К.С. Станиславского). А злую ведьму в спектакле пришлось играть мне.Сергей Михалков
Окончил Московский строительный техникум, работал на стройках первой пятилетки.  Занимался в Оперно-драматической студии Станиславского у З. Соколовой.
«Гриша Кристи был в военной форме, тоже старинной, он играл офицера… Гриша был в таком ударе, что дядя Костя [К. С. Станиславский] хохотал так, что было слышно не только во всем доме, но даже, говорят, на улице».Из воспоминаний А. В. Севастьяновой, о водевиле «Которая из двух» в исполнении учеников З. С. Соколовой, июль 1931 г.
С 193З года — режиссёр Оперного театра имени Станиславского.
С 1935 года — педагог Оперно-драматической студии имени Станиславского, преобразованной в 1943 в Оперно-драматический театр, где работал режиссёром (1943-1949), поставил ряд оперных и драматических спектаклей.
В 1958—1961 годах — главный режиссёр Центральной студии телевидения (музыкального вещания).
С начала 1940-х годов вёл исследовательскую работу по изучению наследия К. С. Станиславского и публикации его трудов.  Был в составе редколлегии «Ежегодника Московского художественного театра» (1948-51/52)
Доктор искусствоведения, автор книг «Работа Станиславского в оперном театре» (1952), «Воспитание актера школы Станиславского» (1968), «Станиславский — реформатор оперного искусства» (1983, совместно с О. Соболевской) и других.  Его работы ценны в той мере, в какой явились результатами личных наблюдений и личных контактов со Станиславским.
Кристи входил в Комиссию по изучению и изданию наследия Станиславского и Немировича-Данченко. Как её участник готовил к печати рукописи Станиславского, относящиеся к системе, разработанной режиссёром. Эти рукописи были включены в первое издание сочинений Станиславского в 8-ми томах. Кристи был редактором и составителем четырёх томов собрания сочинений Станиславского, писал к ним вступительные статьи и комментарии.

## Семья
- Отец — Владимир Григорьевич Кристи (1882–1946), сын орловского и московского губернатора Григория Ивановича Кристи и Марии Николаевны Трубецкой, дочери музыковеда и мецената Н. П. Трубецкого.
- Мать — Мария (Марица) Александровна (урождённая Михалкова) (1883–1966), родная сестра Владимира Михалкова, отца поэта Сергея Михалкова.[8]
- Брат — Владимир Владимирович Кристи (1903/1904–1994), был одним из руководителей Общества охотников.  Жена — Татьяна Васильевна Перфильева (Кристи) (1905–?)
- Брат — Сергей Владимирович Кристи (1905–1986)[9], окончил строительный институт.  Арестован в 1926 г., отбывал ссылку в Воронеже и Архангельске, перед войной вернулся в Москву. Во время войны дослужился до майора, а после войны занял должность директора театра при Дворце культуры железнодорожников и в конце концов стал ученым секретарем Всероссийского филателистического общества.  Был членом редколлегии сборника «Советский коллекционер».[10]
- Единоутробный брат — Фёдор Петрович Глебов (1913–1980), художник, заслуженный деятель искусств РСФСР.
- Единоутробный брат — Пётр Петрович Глебов (1915–2000), актёр.

## Оперные постановки
- «Дон Паскуале» Г. Доницетти (1936, совместно с Ю. Лораном)
- «Виндзорские кумушки» О. Николаи (1939, реж. К. Станиславский, Г. Кристи, Н. Басилов, Г. Герасимов)
- «День чудесных обманов» (Дуэнья) Г. Крейтнера по пьесе Р. Шеридана (1943, совместно с Ю. Мальковским)
- «Княжна Мери» В. Дехтерёва (1947)
- «Сорочинская ярмарка» М. Мусоргского (1947, совместно с А. В. Боголеповой)[11]

## Фильмография
- 1958 — Скупой рыцарь (фильм-спектакль)
- 1969 — Двое в декабре (фильм-спектакль), опера-новелла Ю. Ефимова по мотивам одноименного рассказа Ю. Казакова.
- 1970 — Ураган (фильм-спектакль) опера Ю. Ефимова по мотивам одноименного рассказа Т. Драйзера[12]

## Автор оперных либретто
- Опера В. Крюкова  «Димитрий Донской» (1946)[13]
- Опера В. Дехтерёва «Княжна Мери» (1938-40)[14]; либр. Г. Кристи по Лермонтову; исп. по радио в 1941, Свердловский т-р оперы, 1946[15]
- Опера Д. Кривицкого «Пьер и Люс», по повести Р. Роллана (1971)

## Переводы
- День чудесных обманов (Дуэнья). Либретто Ш. Бринсли по комедии Р. Шеридана, перевод и сценическая обработка П. Бакулина и Г. Кристи[16],[17]
- Ромео и Джульетта [Текст] : трагедия У. Шекспира в 5 действиях / пер. Г. Кристи ; под ред. М. Морозова ; отв. ред. 3. Бражко - М. : ВУОАП, 1960. - 97 л.[18]
- Опера «Севильский цирюльник» Дж. Россини (1933)[19] шла в русском переводе Павла Антокольского, который был сильно исправлен В. С. Алексеевым и Г. В. Кристи.[20]